# Kanphata
Le Kanphata (IAST: Kāṇphaṭa "oreille fendue") est une branche de l'hindouisme fondée au Moyen Âge. Il rassemblait des yogis adorateurs de Shiva. Gorakhnath en serait le fondateur.

## Galerie

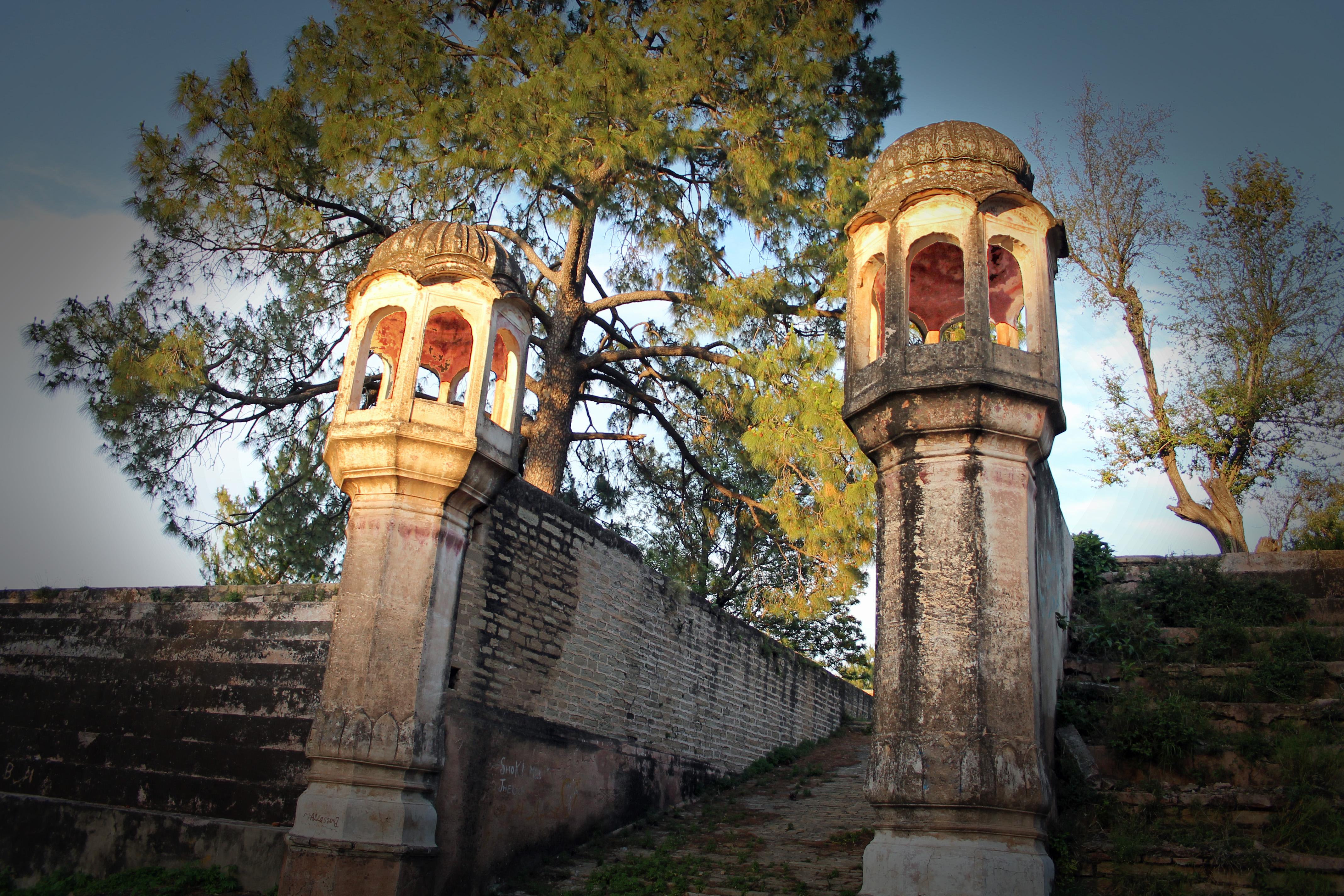
Le temple de Tilla Jogian (la Colline des Saints) est un lieu de pèlerinage hindou depuis au moins 2000 ans. Il a été fondé au premier siècle av J-C par Gorakhnath.
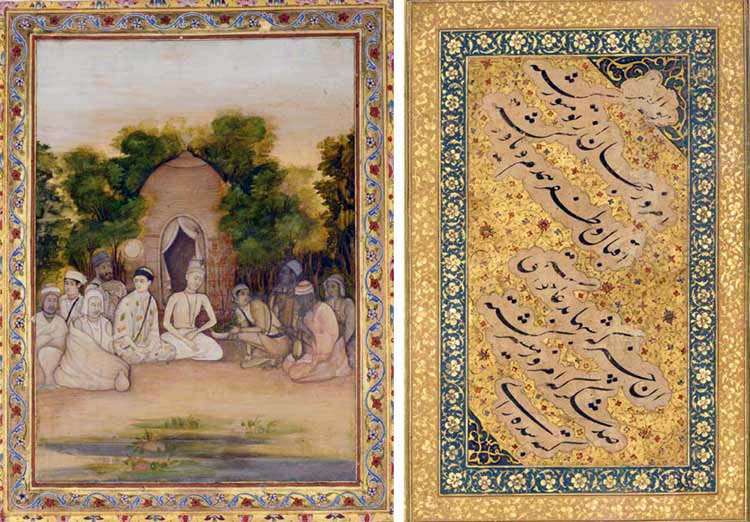
Raidas et Ravidas, Matsyendranath et Gorakhnath.
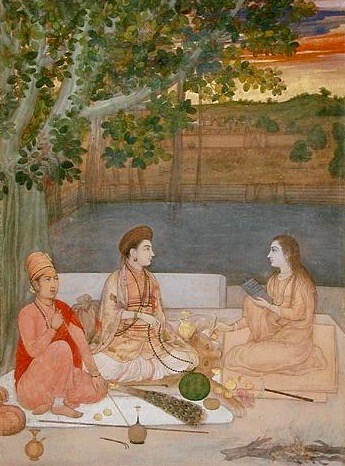
La dame assise sur une peau de lion skin, porte une large boucle d'oreille de la secte Kanphata (Nath yogi).